# Мускатниковые
Мускатниковые (лат. Myristicaceae) — семейство двудольных растений, входящее в порядок Магнолиецветные, включающее в себя около двадцати родов и несколько сотен видов деревьев и кустарников, распространённых в тропических областях планеты.
Наиболее известный и важный с экономической точки зрения представитель семейства — Мускатный орех, или Мускатник душистый (Myristica fragrans). Его семя и высушенный присемянник широко используются в кулинарии как пряности, а также служат сырьём для получения эфирных масел, используемых в медицине и парфюмерной промышленности.

## Роды
- Bicuiba
- Brochoneura
- Cephalosphaera
- Coelocaryon
- Compsoneura
- Endocomia
- Gymnacranthera
- Haematodendron
- Horsfieldia
- Iryanthera
- Knema (включая Knema minima)
- Mauloutchia
- Myristica — Мускатный орех
- Osteophloeum
- Otoba
- Pycnanthus
- Scyphocephalium
- Staudtia
- Virola — Вирола